# Fujitsu
Fujitsu Limited je japonská nadnárodní společnost zaměřená na počítačový průmysl a IT služby. Hlavní sídlo Shiodome City Center je v Minatu v Tokiu. Hlavní zaměření společnosti je na poskytování IT technologií business sféře. Kromě toho se ale také díky svým filiálkám zabývá dalšími výrobky a službami v oblastech osobních počítačů, telekomunikací a pokročilé mikroelektroniky.
Společnost Fujitsu má přes 185 000 zaměstnanců a pobočky v 70 zemích. Díky tomu je čtvrtou největší IT firmou na světě a první v Japonsku.
Slogan „The possibilities are infinite“ (možnosti jsou nekonečné) se vyskytuje na většině firemních reklam a váže se k němu také malý symbol nad písmeny J a I ze slova Fujitsu. Toto malé logo (∞) reprezentuje nekonečnost.

## Reklamní
Starý slogan „Možnosti jsou nekonečné“ najdete pod logem společnosti na hlavních reklamách a souvisí s malým logem nad písmeny J a I slova Fujitsu. Toto menší logo představuje symbol nekonečna. Od dubna 2010 společnost Fujitsu zavádí nový slogan zaměřený na uzavírání partnerství se svými zákazníky a upouští od hesla „možnosti jsou nekonečné“. Nový slogan je „formování zítřka s vámi“.

## Ocenění
V roce 2021 získala společnost Fujitsu Network Communications ocenění Optica Diversity & Inclusion Advocacy Recognition za „investice do programů a iniciativ oslavujících a prosazujících černošské, LGBTQ+ a ženské zaměstnankyně ve snaze o větší začlenění a rovnost v rámci jejich společnosti a širší komunity“.